# همدان (قبيلة)
هَمْدان (خط المسند:   ) هو اسم قبيلة سبئية قديمة تم ذكرها في نقوش المسند. ذكرت في نصوص سبئية تعود لأقيال حاشد، حسب الإخباريين، فإن همدان جد لقبيلتي حاشد وبكيل. كانوا يعبدون الصنم تألب ريام وكانوا يعتقدون أنه أحد أجدادهم. تعتبر قبائل همدان أكبر وأقدم تجمّع قبلي في اليمن وشبه الجزيرة العربية كاملة.

## النسب
يجمع النسابون والمؤرخون أن قبيلة همدان من كهلان، من سبأ. وفي سرد نسب همدان إلى كهلان أقوال، منها:
- همدان وهو أوسلة بن خيار بن نبت بن كهلان، وهو قول أبو عبيدة بن المثنى وأبو عثمان المازني وترجيح أبو عمر ابن عبد البر.[9][10][11]
- همدان بن مالك بن زيد بن أوسلة بن ربيعة بن الخيار بن مالك بن زيد بن كهلان، وهو قول وهب بن منبه وابن الكلبي وأبو محمد الهمداني.[12][13][14]
- همدان بن مالك بن زيد بن أوسلة بن ربيعة بن النبت بن مالك بن زيد بن كهلان، وهو قول أبو الحجاج الأشعري ومحمد بن أحمد الحجري.[15][16]

## التسمية

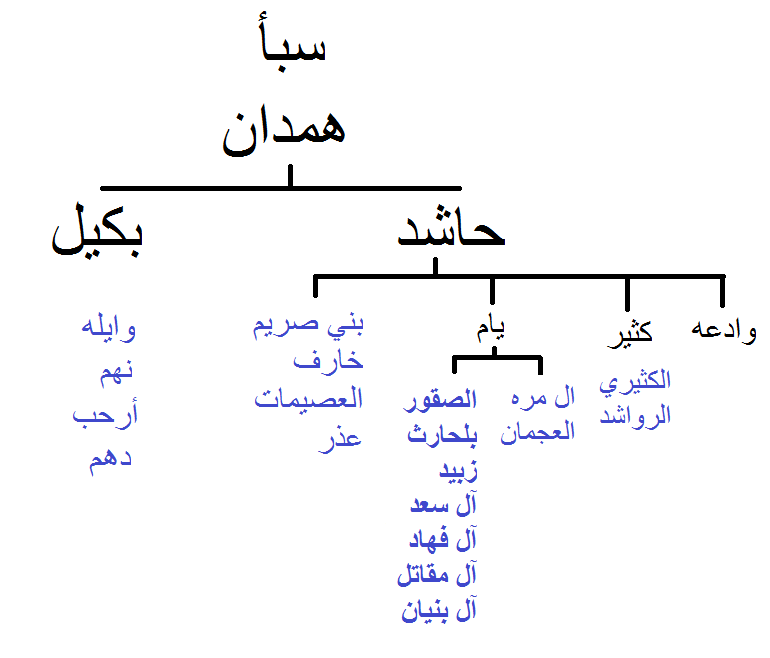
شجرة قبائل همدان

همدان هو اسم سبئي يتكون من مقطعين (همد الاسم، أن أداة تعريف باللغة السبئية). كلمة همد باللغة العربية تعني «الرجل الرشيق» أو «زرع» همد الأرض أو «وضع» كهمد سيفه أي وضعه ، وهمدان هو من الأسماء السبئية القديمة مثل (خولان، همدان، نجران، جازان، جبران، عمران، شهران، نشوان، حيدان، بعدان، أوسان، لحيان، قتبان، جدعان، كهلان، نبهان، بيحان، كحلان، سفيان، ضحيان، حيفان، علهان، غيثان، زهران).
جاء ذكر همدان في نصوص المسند القديمة بصيغة شعب همدان وكانوا ضمن جيش الملك يوسف أسار في حملاته العسكرية ضد القوات الحبشية،
كان أقيال حاشد في صنعاء يلقبون أنفسهم بملوك سبأ، حيث كانوا يتقاسمون السلطة مع ملوك قبيلة فيشان في مأرب في حكم مملكة سبأ. لكن يعتبر  وهب أل الأول  (خط المسند:  ) ملك مملكة سبأ وأول ملوك السلالة الهمدانية في القرن الرابع قبل الميلاد.

## فروع همدان

### حاشد
و نسبهم المؤرخون إلى حاشد بن جشم بن حُبران بن نوف بن همدان. وتشير النصوص السبئية إليهم بلفظة «شعبم حشدم» (شعب حاشد) وكان أقيال حاشد يلقبون أنفسهم بملوك سبأ زعامتهم اليوم في آل الأحمر وينقسمون إلى أربعة أقسام هي:
1. بني صريم
2. خارف
3. العصيمات
4. عذر

بالإضافة إلى قبائل أخرى مستقلة المشيخة كقبائل يام والكثيري والعجمان وآل مرة ووادعة.

### بكيل
كحال حاشد فإنهم ووفق الإخباريين بكيل بن جشم بن حُبران بن نوف بن همدان ينقسمون إلى أربعة أقسام هي:
1. أرحب شمال شرق صنعاء
2. نهم شمال شرق صنعاء
3. مرهبة
4. شاكر ومنه قبيلتا: وايلة ودهم
5. حراز

وبلادهم شرق صنعاء ذمار وحجه والمحويت والجوف وصعدة.

## قبائل حاشد المستقلة
توجد قبائل من حاشد لكنها مستقلة المشيخة ولا تتبع بيت الأحمر.
1. قبيلة آل كثير نسل كثير بن مالك بن جشم بن حاشد وهم يتواجدون في حضرموت ومحافظة ظفار ونجد آل كثير في الربع الخالي.
2. قبيلة يام نسل يام بن يصبا يتواجدون في صعدة ونجران.
3. قبيلة آل مرة قبيلة يامية حاشدية تتواجد في قطر وشرق الجزيرة العربية.
4. قبيلة الخوار قبيلة كثيرية حاشدية من حضرموت ومحافظة المهرة.
5. قبيلة آل راشد قبيلة كثيرية حاشدية من حضرموت وسناو.
6. قبيلة العجمي قبيلة يامية حاشدية تقطن شرق الجزيرة العربية.
7. قبيلة الشنافر حلف قبلي بين آل كثير وآل عامر وآل جابر.
8. قبيلة وادعة قبيلة حاشدية تتواجد في أقصى شمال اليمن ونجران.

## إسلامهم
بعث النبي محمد علي بن أبي طالب وكان مترددا إزاء الذهاب وقال:«يا رسول الله تبعثني إلى قوم أسن مني، وأنا حدث لا أبصر القضاء»
فوضع يده على صدري وقال: «اللهم ثبت لسانه، واهدِ قلبه، يا علي إذا جلس إليك الخصمان فلا تقض بينهما حتى تسمع من الآخر ما سمعت من الأول، فإنك إذا فعلت ذلك تبين لك» فأرسل علي كتابا إلى النبي محمد يخبره بإسلامهم فسجد محمد ثم رفع رأسه فقال: «السلام على همدان، السلام على همدان».